# Нева
Нева́ (на руски: Нева̀) е река в Северозападна Русия.
Изтича от Ладожкото езеро край град Шлиселбург в Ленинградска област и се влива във Финския залив на Балтийско море чрез делта в Санкт Петербург. Дължината ѝ е 74 км.
Нева е най-късата плавателна река в Европа. Плавателна е за речни и морски кораби.
Около делтата ѝ е разположен град Санкт Петербург.